# Final Fantasy Crystal Chronicles: My Life as a King
Final Fantasy Crystal Chronicles: My Life as a King – symulacyjna gra komputerowa wydana w 2008 roku przez Square Enix na konsolę Nintendo Wii poprzez platformę WiiWare.
Jest to symulator budowy miasta z elementami gry fabularnej. Gra jest trzecią częścią z serii Crystal Chronicles, będącej spin-offem serii Final Fantasy. Opisuje ona dzieje syna króla, który utracił swoje królestwo w wyniku wydarzeń opisanych w pierwszej części. Młody król stawia sobie za zadanie odbudowę królestwa.
Gra była tytułem startowym na platformę WiiWare, pierwsze recenzje często opisywały ją jako „dobry start” na tę konsolę. Sequel, gra Final Fantasy Crystal Chronicles: My Life as a Darklord została zaprezentowana przez Square Enix i Nintendo w roku 2009.